# Vasili Yurchenko
Vasili Yurchenko –en ruso, Василий Юрченко– (Dnipropetrovsk, URSS, 26 de mayo de 1950) es un deportista soviético que compitió en piragüismo en la modalidad de aguas tranquilas. 
Participó en tres Juegos Olímpicos de Verano entre los años 1972 y 1980, obteniendo dos medallas, plata en Montreal 1976 y bronce en Moscú 1980. Ganó once medallas en el Campeonato Mundial de Piragüismo entre los años 1971 y 1979.

## Palmarés internacional
| Juegos Olímpicos   | Juegos Olímpicos          | Juegos Olímpicos  | Juegos Olímpicos |
| Año                | Lugar                     | Medalla           | Competición      |
| ------------------ | ------------------------- | ----------------- | ---------------- |
| 1976               | Montreal (Canadá)         | Medalla de plata  | C1 1000 m        |
| 1980               | Moscú (URSS)              | Medalla de bronce | C2 1000 m        |
| Campeonato Mundial |                           |                   |                  |
| Año                | Lugar                     | Medalla           | Competición      |
| 1971               | Belgrado (Yugoslavia)     | Medalla de plata  | C1 10 000 m      |
| 1973               | Tampere (Finlandia)       | Medalla de oro    | C1 10 000 m      |
| 1974               | Ciudad de México (México) | Medalla de oro    | C1 1000 m        |
| 1974               | Ciudad de México (México) | Medalla de plata  | C1 10 000 m      |
| 1975               | Belgrado (Yugoslavia)     | Medalla de oro    | C1 1000 m        |
| 1975               | Belgrado (Yugoslavia)     | Medalla de oro    | C1 10 000 m      |
| 1977               | Sofía (Bulgaria)          | Medalla de plata  | C1 10 000 m      |
| 1977               | Sofía (Bulgaria)          | Medalla de bronce | C2 500 m         |
| 1977               | Sofía (Bulgaria)          | Medalla de oro    | C2 1000 m        |
| 1979               | Duisburgo (RFA)           | Medalla de oro    | C2 1000 m        |
| 1979               | Duisburgo (RFA)           | Medalla de oro    | C2 10 000 m      |